# Сунь Ліньлінь
Сунь Ліньлінь (кит.: 孙琳琳, нар. 3 жовтня 1988) — китайська ковзанярка, що спеціалізується в шорт-треку, олімпійська чемпіонка.
Золоту олімпійську медаль та звання олімпійської чемпіонки Сунь виборола на Олімпіаді у Ванкувері в складі естафетної команди Китаю в естафеті на 3000 м.